# Gráfico de Manhattan

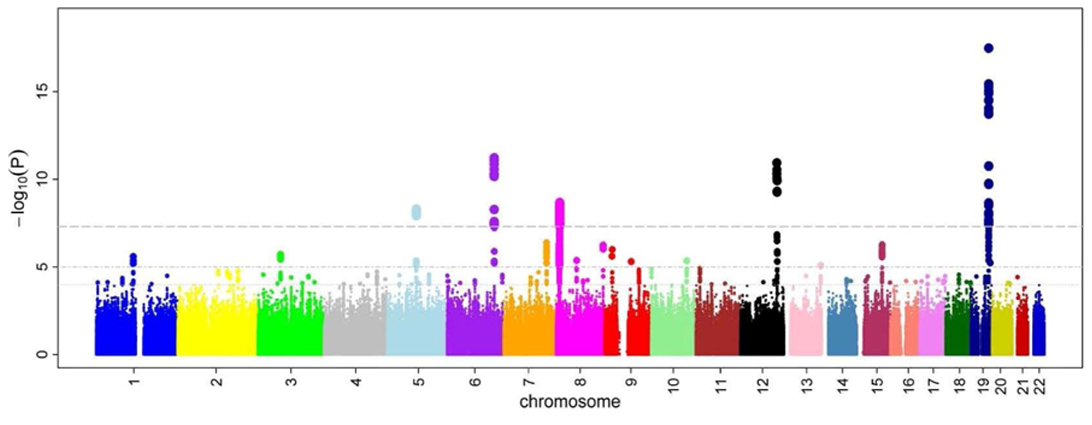
Uma ilustração de um gráfico de Manhattan representando vários loci de risco fortemente associados

Um gráfico de Manhattan é um tipo de gráfico, geralmente usado para exibir dados com um grande número de pontos de dados, muitos de amplitude diferente de zero e com uma distribuição de valores de magnitude mais alta. O gráfico é comumente usado em estudos de associação de todo o genoma (GWAS) para exibir polimorfismos de nucleotídeo único significativos.
Ele ganha o nome da sua semelhança com o panorama de Manhattan: um perfil de arranha-céus elevando-se acima dos "edifícios" de nível inferior que variam em torno de uma altura mais baixa.

## Estudo de associação do genoma completo (GWAS)
Nos gráficos GWAS Manhattan, as coordenadas genômicas são exibidas ao longo do eixo x, com o logaritmo negativo do valor p de associação para cada polimorfismo de nucleotídeo único exibido no eixo y, significando que cada ponto no gráfico Manhattan significa um polimorfismo de nucleotídeo único. Como as associações mais fortes têm os menores valores de p (por exemplo, 10−15), seus logaritmos negativos serão os maiores (por exemplo, 15). As diferentes cores de cada bloco geralmente mostram a extensão de cada cromossomo.